# Голая йога

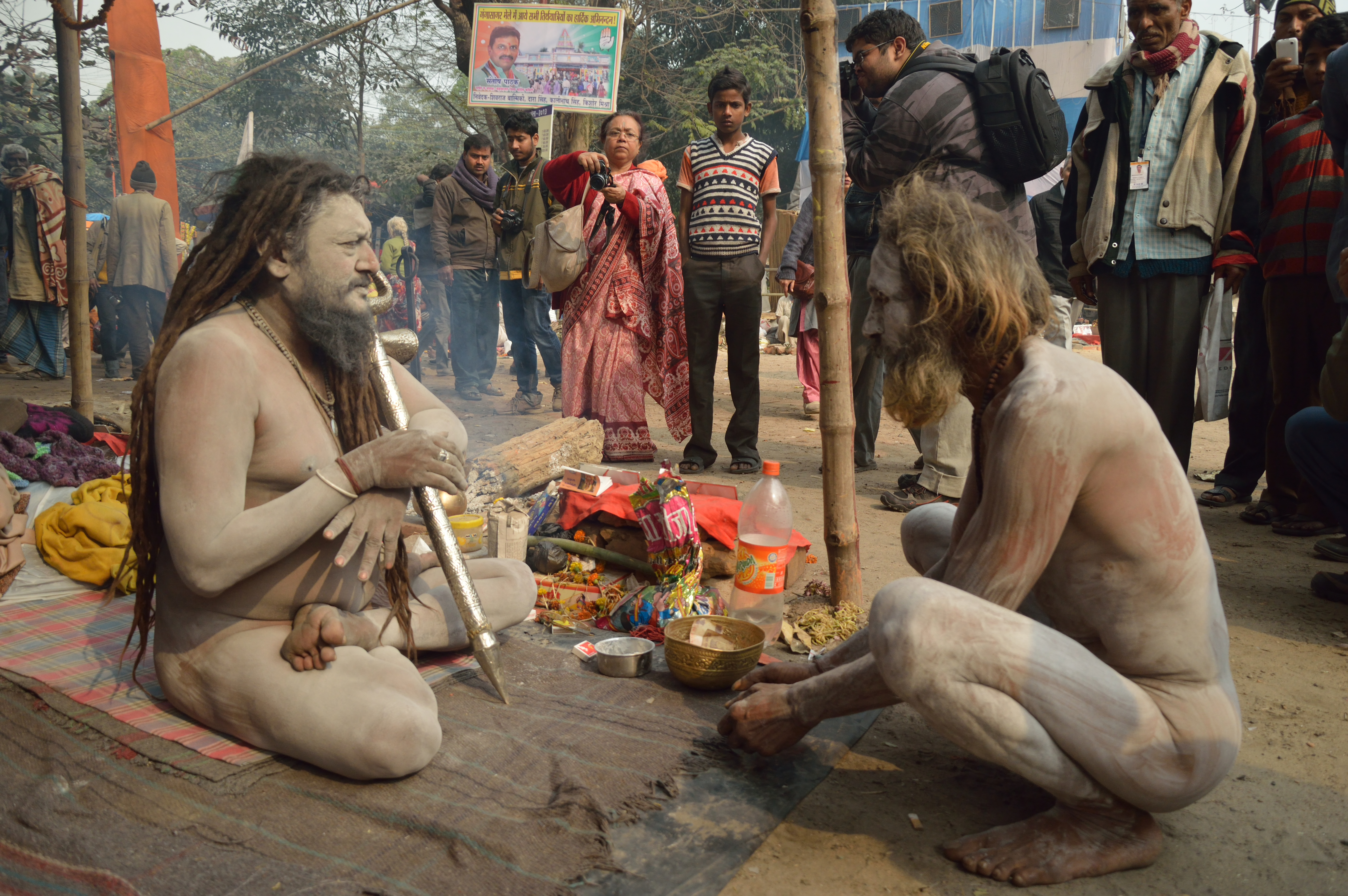

Го́лая йо́га — современная разновидность оздоровительной йоги, в которой упражнения и позы выполняется как индивидуально, так и группами, но всегда безо всякой одежды.

## История
Садху (аскеты) в Индии могли ходить обнажёнными  - это зафиксировано в письменных источниках ещё с древних времен. Так древнейший буддийский текст "Дхаммапада", строфа 141, гласит:
"Ни нагота, ни спутанные волосы, ни грязь, ни отказ от пищи, ни сон на голой земле, ни пыль и грязь, ни сидение на корточках не очистят  не победившего сомнений."
Бхагавата пурана:
"«Человек, ведущий отреченный образ жизни, не имеет даже одежды, чтобы прикрыть себя. Если он вообще что-то носит, то это должна быть только набедренная повязка, а когда нет необходимости, санньяси не должен даже принимать данду (посох) или повязку . Санньяси должен избегать ношения чего-либо, кроме данды и камандалу (санскр. - чаша)".
Джайнские монахи дигамбары до настоящего времени ходят обнажёнными (в некоторых штатах Индии это запрещено с 1983 года).
Впервые "Голая йога" (англ.: «Naked Yoga») "для западного человека" появилась в Калифорнии, США в конце 1960-х годов, как об этом свидетельствуют фильмы, снятые по этой теме. 
Наибольшее распространение голая йога получила в Сан-Франциско. В настоящее время в США и Европе насчитываются десятки групп, практикующих "голую йогу".

## В фильмах
- «Боб и Кэрол, Тед и Элис» (1969)[2]
- «The Harrad Experiment» (1973)[3]
- «Naked Yoga» (1974)[4]